# Claire Meunier

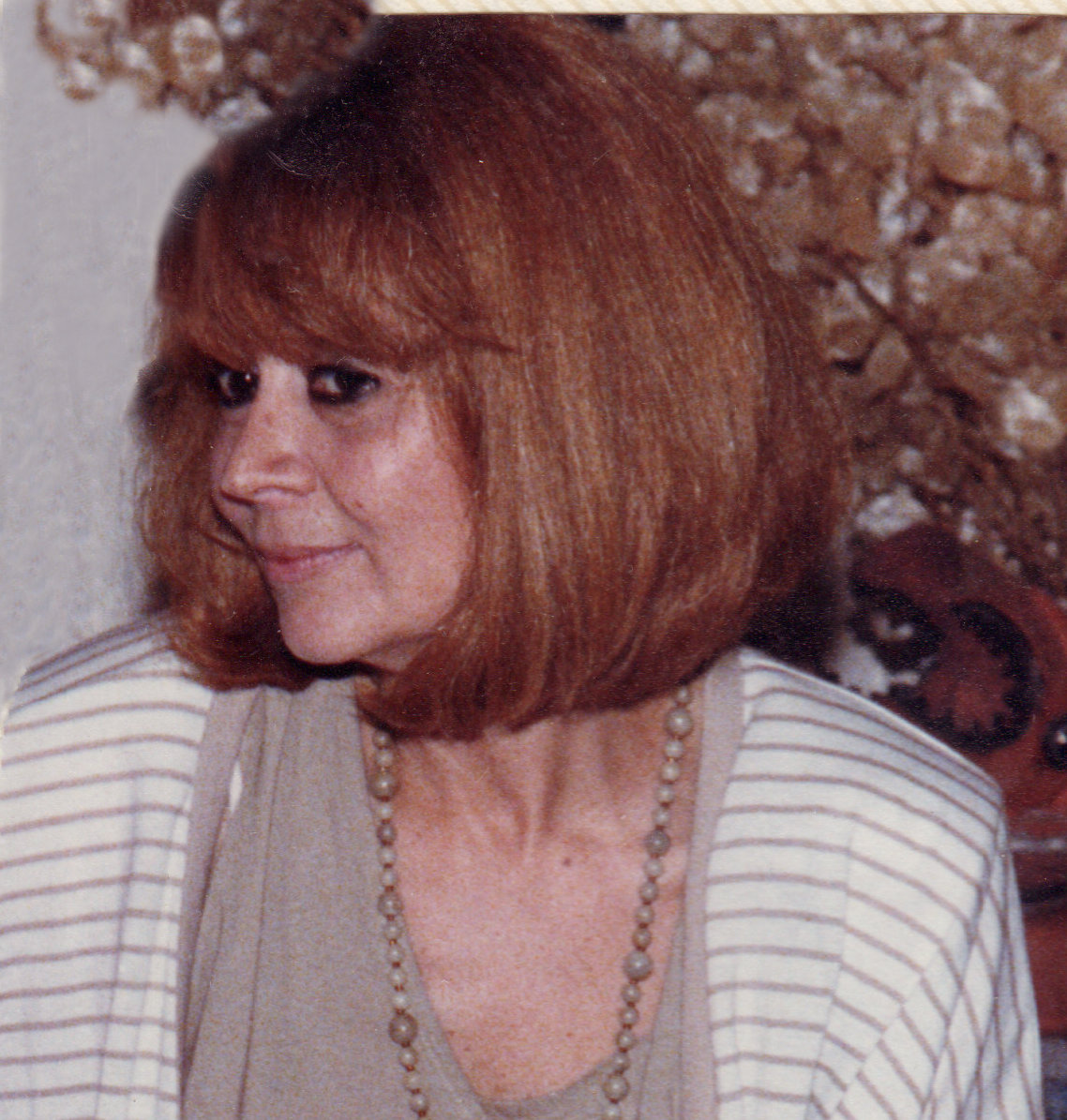
Photo que j'ai prise de ma mère en 1996

Claire Meunier, née le 11 juillet 1928 à Saint-Denis-sur-Richelieu et morte le 1er janvier 2010 à Montréal, est une peintre québécoise issue de l'École des beaux-arts de Montréal où elle s’est liée d’amitié avec Alfred Pellan, qui l’a sans doute influencée au début de sa carrière de peintre professionnelle. Elle n’a toutefois pas tardé à développer un style personnel très original, dès les années 1950.

## Son œuvre
La richesse de ses compositions picturales a pu être aisément qualifiée de délire car elle dévoile un imaginaire et des thématiques originales. Plusieurs de ses tableaux invitent à une promenade aventureuse dans des paysages oniriques, organiques, foisonnants et déroutants mais offrant tout de même quelques repères familiers, reconnaissables.
Certaines de ses œuvres sont au contraire plus difficiles à pénétrer, les mouvements, les rythmes et les textures procèdent presque du psychédélisme. (cf. Grande Psyché)

## Honneurs
- Premier prix du ministre, section peinture en 1951.
- Plusieurs Premiers prix en dessin, en esthétique et en art décoratif.
- Membre de la société des artistes professionnels du Québec.

## Expositions
Expositions de groupe
- 1952 et 1957 : Salon du printemps, Musée des beaux-arts de Montréal
- 1972 : Pavillon des formes optiques à Terre des Hommes
- 1973 : Musée du Québec à Québec
- 1975 : Centre culturel canadien à Paris
- 1985 : Galerie d’arts contemporains de Montréal
- 1988 : Galeries Georges Dor de Longueuil

Expositions solos
- 1973 : La maison des arts la Sauvegarde
- 1974 : Galerie Georges Dor de Longueuil
- 1976 : Galerie de la Quinzaine, Musée du Québec
- 1976 : Galerie Georges Dor de Longueuil
- 1990 : Galerie Dominion de Montréal

## Musées et collections publiques
- Deux tableaux font partie de la Banque d'art du Conseil des arts du Canada[1]
- Une œuvre fait partie de la collection du Musée du Québec[2]
- Plusieurs tableaux font partie de la collection de la galerie Dominion
- Deux tableaux et 14 fusains font partie de la collection du musée des religions du monde de Nicolet